# Josep Montserrat i Boada
Josep Montserrat i Boada (Terrassa, 1820 - Vic, 1892) fou un organista i compositor català.
Va ser alumne del Col·legi de Montserrat, i a l'edat de vint anys guanyà per oposicions la plaça d'organista de l'església de Sant Fèlix de Sabadell, càrrec que exercí fins al 1856. En aquells anys s'ordenà sacerdot; va fer oposicions per a Santa Maria del Mar, de Barcelona, i després a la catedral de Girona; però, malgrat haver-les guanyat, optà pel magisteri de l'orgue de la Seu de Vic, que li fou concedit el 1857. Montserrat escriví molta música eclesiàstica (misses, rosaris, salms, responsoris, lamentacions, himnes, càntics…), així com repertori de música per a tecla i una oda simfònica titulada L'armoniosa.

## Obra
Es conserven obres seves als fons musicals TerC (Fons de la catedral-basílica del Sant Esperit de Terrassa) i TarC (Fons de la Catedral de Tarragona).
- Motet per a 2 veus i instruments.
- Motet per a 2 veus i orquestra.
- Himne per a 4 veus i orquestra.
- Lamentació per a 4 veus i orquestra.
- Lamentació per a 4 veas i orquesta.
- Missa pastoril per a 3 veus i orgue. Construïda sobre la melodía tradicional d'El noi de la mare.
- Missa pastoril per a 3 veus i orquestra. El seu caràcter excessivament festiu i allunyat del cànon litúrgic va ser probablement el desencadenant de la seva prohibició d'interpretació per decret sinodal, ja que no s'hi va detectar cap presencia de temes de procedència popular.[2]
- Missa per a 6 veus i orgue.
- Missa per a 4 veus i orquestra.
- Missa per a 4 veus i orquestra.